# Луций Корнелий Лентул Кавдин (консул 275 пр.н.е.)
Вижте пояснителната страница за други личности с името Луций Корнелий Лентул.
Луций Корнелий Лентул Кавдин (на латински: Lucius Cornelius Lentulus Caudinus) e сенатор, политик и генерал на Римската република през 3 век пр.н.е..
Произлиза от клон Лентули на фамилията Корнелии. Син е на Тиберий Корнелий Лентул и внук на Сервий Корнелий Лентул (консул 303 пр.н.е.). Той е баща на Луций Корнелий Лентул Кавдин (консул 237 пр.н.е.) и на Публий Корнелий Лентул Кавдин (консул 236 пр.н.е.).
През 275 пр.н.е. Луций е консул с Маний Курий Дентат. Докато колегата му се бие притив Пир, Лентул преборва успешно самнитите. За успехите си той получава триумф и взема допълнителното име Клавдин. Това име наследяват и неговите наследници.